# Eokingdonella
Eokingdonella is een geslacht van rechtvleugeligen uit de familie Dericorythidae. De wetenschappelijke naam van dit geslacht is voor het eerst geldig gepubliceerd in 1984 door Yin.

## Soorten
Het geslacht Eokingdonella omvat de volgende soorten:
- Eokingdonella bayanharensis Huo, 1995
- Eokingdonella changtunica Yin, 1984
- Eokingdonella cyanecula Zheng & Shi, 2009
- Eokingdonella gentiana Uvarov, 1939
- Eokingdonella kaulbacki Uvarov, 1939
- Eokingdonella luhuoensis Zheng & Shi, 2007
- Eokingdonella tibetana Mishchenko, 1952